# Broumovské Stěny
Broumovské Stěny är en bergskedja i Tjeckien.   Den ligger i regionen Hradec Králové, i den nordöstra delen av landet, 140 km öster om huvudstaden Prag.